# Szent Mihály és Gábriel arkangyalok fatemplom (Hosszúrév)
A hosszúrévi Szent Mihály és Gábriel arkangyalok fatemplom műemlékké nyilvánított épület Romániában, Szilágy megyében. A romániai műemlékek jegyzékében az  SJ-II-m-B-05102 sorszámon szerepel.